# Río Durán
El río Durán o Valltoba es un curso de agua del noreste de la península ibérica, afluente del Segre. Discurre por la comarca de la Baja Cerdaña, entre las provincias españolas de Gerona y Lérida.

## Historia
Nace en los Pirineos, en el entorno de la frontera entre España y Francia, y, tras pasar cerca de localidades como Éller y Cortás, termina desembocando en el río Segre. Tiene una longitud de unos 14,5 km. A mediados del siglo XIX, se decía que había en él «pesca de algunas truchas».
Aparece descrito en la entrada correspondiente a Éller del octavo volumen del Diccionario geográfico-estadístico-histórico de España y sus posesiones de Ultramar de Pascual Madoz de la siguiente manera: «el r. llamado Valltoba, que nace en los Pirineos y divide el partido del de Puigcerdá por el lado E., y después de pasar por el term. de Cortás, limítrofe de éste, se reúne con el Segre».